# Słowenia na Letniej Uniwersjadzie 2007
Słowenię na Letniej Uniwersjadzie w Bangkoku reprezentowało  zawodników. Słoweńcy zdobyli 3 medale (1 złoty, 1 srebrny i 1 brązowy).

## Medale

### Złoto
- Sašo Bertoncelj – gimnastyka sportowa, ćwiczenia na koniu z łękami

### Srebro
- Sara Isakovič – pływanie, 200 metrów stylem dowolnym

### Brąz
- Sara Isakovič – pływanie, 200 metrów stylem motylkowym